# (35274) Kenziarino
1996 RF24 (asteroide 35274) é um asteroide da cintura principal. Possui uma excentricidade de 0.12606020 e uma inclinação de 5.29687º.
Este asteroide foi descoberto no dia 7 de setembro de 1996 por Tomimaru Okuni em Nanyo.